# Lista monumentelor istorice din București, sector 4

Simbol pentru monumentele istorice

Lista monumentelor istorice din sectorul 4 cuprinde monumentele istorice din sectorul 4 al municipiului București înscrise în Patrimoniul cultural național al României. Lista completă este menținută și actualizată periodic de către Ministerul Culturii, Cultelor și Patrimoniului Național din România, ultima versiune datând din 2015.
Puteți căuta monumente istorice din orice sector folosind formularul de mai jos:
| Cod LMI                                | Denumire                                                                               | Localitate           | Localizare | Datare, Creatori                                                                          | Imagine               | Erori             |
| -------------------------------------- | -------------------------------------------------------------------------------------- | -------------------- | --- | ----------------------------------------------------------------------------------------- | --------------------- | ----------------- |
| B-I-s-B-17898 (RAN: 179132.39)         | Dealul Patriarhiei                                                                     | municipiul București | Pe malul drept al Dâmboviței, la E de Bd. Regina Maria, suprapus de Aleea Dealul Mitropoliei și de str. Patriarhiei; carou cadastral 15 - 16; CB                                             |                                                                                           | Alte imagini          | Raportează eroare |
| B-I-m-B-17898.01 (RAN: 179132.39.02)   | Necropolă                                                                              | municipiul București | Pe malul drept al Dâmboviței, la E de Bd. Regina Maria, suprapus de Aleea Dealul Mitropoliei și de str. Patriarhiei; carou cadastral 15 - 16; CB                                             | sec. XVII - XIX                                                                           | Încarcă foto \| video | Raportează eroare |
| B-I-m-B-17898.02 (RAN: 179132.39.01)   | Așezare                                                                                | municipiul București | Pe malul drept al Dâmboviței, la E de Bd. Regina Maria, suprapus de Aleea Dealul Mitropoliei și de str. Patriarhiei; carou cadastral 15 - 16; CB                                             | Epoca bronzului, Cultura Glina III                                                        | Încarcă foto \| video | Raportează eroare |
| B-I-s-B-17901 (RAN: 179132.42)         | Biserica Slobozia                                                                      | municipiul București | Str. Leon Vodă, nr. 3, la intersecția Bd. Mărășești cu Bd. Dimitrie Cantemir și Calea Șerban Vodă; carou cadastral 15 - 16; CB                                                               |                                                                                           | Încarcă foto \| video | Raportează eroare |
| B-I-m-B-17901.01 (RAN: 179132.42.03)   | Mormântul colectiv al bătăliei din 1631, condusă de Matei Aga din Brâncoveni           | municipiul București | Str. Leon Vodă, nr. 3, la intersecția Bd. Mărășești cu Bd. Dimitrie Cantemir și Calea Șerban Vodă; carou cadastral 15 - 16; CB                                                               |                                                                                           | Încarcă foto \| video | Raportează eroare |
| B-I-m-B-17901.02 (RAN: 179132.42.02)   | Necropolă                                                                              | municipiul București | Str. Leon Vodă, nr. 3, la intersecția Bd. Mărășești cu Bd. Dimitrie Cantemir și Calea Șerban Vodă; carou cadastral 15 - 16; CB                                                               | sec. XVII - XIX                                                                           | Încarcă foto \| video | Raportează eroare |
| B-I-m-B-17901.03 (RAN: 179132.42.01)   | Așezare                                                                                | municipiul București | Str. Leon Vodă, nr. 3, la intersecția Bd. Mărășești cu Bd. Dimitrie Cantemir și Calea Șerban Vodă; carou cadastral 15 - 16; CB                                                               | sec. XVII - XIX                                                                           | Încarcă foto \| video | Raportează eroare |
| B-I-s-B-17905 (RAN: 179132.46)         | Mărțișor                                                                               | municipiul București | Cartierul Văcărești, pe malul drept al Dâmboviței, între Calea Văcărești, str. Mărțișor și Simigiului; carou cadastral 21 - 22; B'C'                                                         |                                                                                           | Încarcă foto \| video | Raportează eroare |
| B-I-m-B-17905.01 (RAN: 179132.46.03)   | Necropolă                                                                              | municipiul București | Cartierul Văcărești, pe malul drept al Dâmboviței, între Calea Văcărești, str. Mărțișor și Simigiului; carou cadastral 21 - 22; B'C'                                                         | sec. XVIII                                                                                | Încarcă foto \| video | Raportează eroare |
| B-I-m-B-17905.02 (RAN: 179132.46.02)   | Așezare                                                                                | municipiul București | Cartierul Văcărești, pe malul drept al Dâmboviței, între Calea Văcărești, str. Mărțișor și Simigiului; carou cadastral 21 - 22; B'C'                                                         | sec. XVIII                                                                                | Încarcă foto \| video | Raportează eroare |
| B-I-m-B-17905.03 (RAN: 179132.46.01)   | Așezare                                                                                | municipiul București | Cartierul Văcărești, pe malul drept al Dâmboviței, între Calea Văcărești, str. Mărțișor și Simigiului; carou cadastral 21 - 22; B'C'                                                         | Latène                                                                                    | Încarcă foto \| video | Raportează eroare |
| B-I-s-B-17906 (RAN: 179132.47)         | Lunca Bârzești                                                                         | municipiul București | Pe malul drept al Dâmboviței, imediat la N de str. Săvinești; carou cadastral 23 - 24; D'E'                                                                                                  |                                                                                           | Încarcă foto \| video | Raportează eroare |
| B-I-m-B-17906.01                       | Așezare                                                                                | municipiul București | Pe malul drept al Dâmboviței, imediat la N de str. Săvinești; carou cadastral 23 - 24; D'E'                                                                                                  | sec. XVIII - XIX                                                                          | Încarcă foto \| video | Raportează eroare |
| B-I-m-B-17906.02                       | Așezare                                                                                | municipiul București | Pe malul drept al Dâmboviței, imediat la N de str. Săvinești; carou cadastral 23 - 24; D'E'                                                                                                  | sec. VI p. Chr.                                                                           | Încarcă foto \| video | Raportează eroare |
| B-I-m-B-17906.03                       | Așezare                                                                                | municipiul București | Pe malul drept al Dâmboviței, imediat la N de str. Săvinești; carou cadastral 23 - 24; D'E'                                                                                                  | sec. II - IV p. Chr.                                                                      | Încarcă foto \| video | Raportează eroare |
| B-I-m-B-17906.04                       | Așezare                                                                                | municipiul București | Pe malul drept al Dâmboviței, imediat la N de str. Săvinești; carou cadastral 23 - 24; D'E'                                                                                                  | Epoca bronzului, Cultura Tei                                                              | Încarcă foto \| video | Raportează eroare |
| B-I-s-B-17891 (RAN: 179132.127)        | Mănăstirea Antim - necropolă                                                           | municipiul București | Între str. Justiției, George Georgescu și Antim Ivireanu; carou cadastral: 15 - 16; CB. | sec. XVIII-XIX                                                                            | Încarcă foto \| video | Raportează eroare |
| B-I-s-A-17904 (RAN: 179132.45)         | Dealul Piscului                                                                        | municipiul București | Parcul Tineretului, pe malul drept al Dâmboviței, între Lacul Tineretului la NV, str. Dâmbului la S; carou cadastral 19 - 20 și 21 - 22; AA'                                                 |                                                                                           | Încarcă foto \| video | Raportează eroare |
| B-I-m-A-17904.01 (RAN: 179132.45.06)   | Necropolă                                                                              | municipiul București | Parcul Tineretului, pe malul drept al Dâmboviței, între Lacul Tineretului la NV, str. Dâmbului la S; carou cadastral 19 - 20 și 21 - 22; AA'                                                 | sec. XIV - XVI                                                                            | Încarcă foto \| video | Raportează eroare |
| B-I-m-A-17904.02 (RAN: 179132.45.07)   | Necropolă                                                                              | municipiul București | Parcul Tineretului, pe malul drept al Dâmboviței, între Lacul Tineretului la NV, str. Dâmbului la S; carou cadastral 19 - 20 și 21 - 22; AA'                                                 | sec. III - IV                                                                             | Încarcă foto \| video | Raportează eroare |
| B-I-m-A-17904.03 (RAN: 179132.45.04)   | Așezare                                                                                | municipiul București | Parcul Tineretului, pe malul drept al Dâmboviței, între Lacul Tineretului la NV, str. Dâmbului la S; carou cadastral 19 - 20 și 21 - 22; AA'                                                 | sec. IX - XI                                                                              | Încarcă foto \| video | Raportează eroare |
| B-I-m-B-17904.04                       | Așezare                                                                                | municipiul București | Parcul Tineretului, pe malul drept al Dâmboviței, între Lacul Tineretului la NV, str. Dâmbului la S; carou cadastral 19 - 20 și 21 - 22; AA'                                                 | Latène                                                                                    | Încarcă foto \| video | Raportează eroare |
| B-I-m-A-17904.05 (RAN: 179132.45.02)   | Așezare                                                                                | municipiul București | Parcul Tineretului, pe malul drept al Dâmboviței, între Lacul Tineretului la NV, str. Dâmbului la S; carou cadastral 19 - 20 și 21 - 22; AA'                                                 | Epoca bronzului, Cultura Tei                                                              | Încarcă foto \| video | Raportează eroare |
| B-I-m-A-17904.06 (RAN: 179132.45.01)   | Așezare                                                                                | municipiul București | Parcul Tineretului, pe malul drept al Dâmboviței, între Lacul Tineretului la NV, str. Dâmbului la S; carou cadastral 19 - 20 și 21 - 22; AA'                                                 | Neolitic                                                                                  | Încarcă foto \| video | Raportează eroare |
| B-II-s-B-17915                         | Parcelarea Progresul                                                                   | municipiul București | Șos. Giurgiului - str. Turnu Măgurele - str. Pogoanelor - Drumul Bercenarului | prima jum. sec. XX                                                                        | Încarcă foto \| video | Raportează eroare |
| B-II-s-B-17927                         | Parcelarea Șerban Vodă                                                                 | municipiul București | Calea Șerban Vodă - str. soldat Ilie Șerban - str. Nicopole | prima jum. sec. XX                                                                        |                       | Raportează eroare |
| B-II-s-B-17928                         | Parcelarea Verzișori                                                                   | municipiul București | Str. Verzișori 44.41662°N 26.11041°E | înc. sec. XIX                                                                             |                       | Raportează eroare |
| B-II-m-B-17929                         | Casa Nifon Mitropolitul                                                                | municipiul București | Str. 11 iunie 2 sector 4 44.42496°N 26.09502°E | sf. sec. XIX                                                                              |                       | Raportează eroare |
| B-II-m-B-18055                         | Casa George Bacovia                                                                    | municipiul București | Str. Bacovia George 63 sector 4 44.39701°N 26.10118°E | prima jum. sec. XX                                                                        |                       | Raportează eroare |
| B-II-m-B-18230                         | Casă                                                                                   | municipiul București | Str. Bucur 5 sector 4 44.4211°N 26.107°E | sf. sec. XIX - prima jum. sec. XX                                                         |                       | Raportează eroare |
| B-II-m-B-18494                         | Casă                                                                                   | municipiul București | Bd. Coșbuc George 3 sector 4 | sf. sec. XIX - înc. sec. XX                                                               | Încarcă foto \| video | Raportează eroare |
| B-II-m-B-18495                         | Casă                                                                                   | municipiul București | Bd. Coșbuc George 11 sector 4 | sf. sec. XIX - înc. sec. XX                                                               | Încarcă foto \| video | Raportează eroare |
| B-II-m-B-18496                         | Casă                                                                                   | municipiul București | Bd. Coșbuc George 13 sector 4 | sf. sec. XIX - înc. sec. XX                                                               | Încarcă foto \| video | Raportează eroare |
| B-II-m-B-18497                         | Casă                                                                                   | municipiul București | Bd. Coșbuc George 15 sector 4 | sf. sec. XIX - înc. sec. XX                                                               | Încarcă foto \| video | Raportează eroare |
| B-II-m-B-18498                         | Casă                                                                                   | municipiul București | Bd. Coșbuc George 15A sector 4 | sf. sec. XIX - înc. sec. XX                                                               | Încarcă foto \| video | Raportează eroare |
| B-II-m-A-18517                         | Biserica „Schimbarea la Față” - Cuțitul de Argint                                      | municipiul București | Str. Cuțitul de Argint 1 sector 4 44.41386°N 26.09285°E | sec. XVIII - XIX,1906 Nicolae Ghica-Budești (arhitect)                                    | Alte imagini          | Raportează eroare |
| B-II-m-A-18518                         | Observatorul astronomic „Bosianu”                                                      | municipiul București | Str. Cuțitul de Argint 5 sector 4 44.41066°N 26.09478°E | 1908                                                                                      |                       | Raportează eroare |
| B-II-m-B-18553                         | Imobil locuințe-prof. dr. Marinescu                                                    | municipiul București | Str. Danielopol Gheorghe 3 sector 4 | prima jum. sec. XX                                                                        | Încarcă foto \| video | Raportează eroare |
| B-II-m-B-18569                         | Casa Gheorghe Costaforu                                                                | municipiul București | Aleea Dealul Mitropoliei 7 sector 4 | prima jum. sec. XX                                                                        | Încarcă foto \| video | Raportează eroare |
| B-II-m-B-18570                         | Casa arh. Gh. Simotta                                                                  | municipiul București | Aleea Dealul Mitropoliei 15 sector 4 44.42492°N 26.09918°E | prima jum. sec. XX                                                                        |                       | Raportează eroare |
| B-II-a-A-18571 (RAN: 179132.99)        | Ansamblul Patriarhiei Bisericii Ortodoxe Române                                        | municipiul București | Aleea Dealul Mitropoliei 21-25 sector 4 44.42401°N 26.09741°E | sec. XVII - XX                                                                            |                       | Raportează eroare |
| B-II-m-A-18571.01 (RAN: 179132.99.01)  | Catedrala Patriarhală „Sf. Împărați Constantin și Elena”                               | municipiul București | Aleea Dealul Mitropoliei 21 sector 4 44.42454°N 26.09789°E | 1654-1658                                                                                 | Alte imagini          | Raportează eroare |
| B-II-m-A-18571.02 (RAN: 179132.99.02)  | Turn clopotniță                                                                        | municipiul București | Aleea Dealul Mitropoliei 21 sector 4 44.42486°N 26.09864°E | sec. XVIII                                                                                |                       | Raportează eroare |
| B-II-m-A-18571.03 (RAN: 179132.99.03)  | Paraclis și Reședință Patriarhală                                                      | municipiul București | Aleea Dealul Mitropoliei 21 sector 4 44.42444°N 26.09707°E | sec. XVIII                                                                                |                       | Raportează eroare |
| B-II-m-B-18571.04                      | Palatul Patriarhal, fostul sediu al Camerei Deputaților                                | municipiul București | Aleea Dealul Mitropoliei 25 sector 4 44.42392°N 26.09801°E | înc.sec. XX Dimitrie Maimarolu (arhitect)                                                 | Alte imagini          | Raportează eroare |
| B-II-m-A-18800                         | Gara Filaret                                                                           | municipiul București | Piața Gara Filaret 1 sector 4 44.41567°N 26.09201°E | 1869                                                                                      | Alte imagini          | Raportează eroare |
| B-II-m-B-18823                         | Casă                                                                                   | municipiul București | Str. Gladiolelor 5-7 sector 4 44.42337°N 26.09218°E | sf. sec. XIX - prima jum. sec. XX                                                         |                       | Raportează eroare |
| B-II-m-B-18824                         | Casă                                                                                   | municipiul București | Str. Gladiolelor 12-12A sector 4 44.42421°N 26.09246°E | sf. sec. XIX - prima jum. sec. XX                                                         |                       | Raportează eroare |
| B-II-m-A-18941                         | Palatul Justiției                                                                      | municipiul București | Splaiul Independenței 5 sector 4 44.42879°N 26.09864°E | 1890-1895 Albert Ballu, Ion Mincu                                                         | Alte imagini          | Raportează eroare |
| B-II-m-B-18974                         | Casă                                                                                   | municipiul București | Str. Justiției 36 sector 4 44.42397°N 26.09464°E | sf. sec. XIX - prima jum. sec. XX                                                         |                       | Raportează eroare |
| B-II-m-B-19014 (RAN: 179132.68)        | Biserica „Sf. Dumitru” - Slobozia                                                      | municipiul București | Str. Leon Vodă 3 sector 4 44.42179°N 26.10355°E | 1743                                                                                      | Alte imagini          | Raportează eroare |
| B-II-a-A-19016                         | Parcul Carol                                                                           | municipiul București | Piața Libertății f.n. sector 4 (delimitat de P-ța Libertății - str. g-ral Candiano Popescu - Calea Șerban Vodă - str. Cuțitul de Argint - str. dr. Constantin Istrati) 44.41382°N 26.09569°E | sf. sec. XIX - prima jum. sec. XX                                                         |                       | Raportează eroare |
| B-II-m-B-19135                         | Casă                                                                                   | municipiul București | Bd. Maria 6-10 sector 4 | sf. sec. XIX - prima jum. sec. XX                                                         | Încarcă foto \| video | Raportează eroare |
| B-II-m-B-19137                         | Casă                                                                                   | municipiul București | Bd. Maria 16 sector 4 44.42538°N 26.09804°E | sf. sec. XIX - prima jum. sec. XX                                                         |                       | Raportează eroare |
| B-II-m-B-19138                         | Casă                                                                                   | municipiul București | Bd. Maria 18 sector 4 44.42522°N 26.09778°E | sf. sec. XIX - prima jum. sec. XX                                                         |                       | Raportează eroare |
| B-II-m-B-19139                         | Casă                                                                                   | municipiul București | Bd. Maria 32 sector 4 44.42478°N 26.09686°E | sf. sec. XIX - prima jum. sec. XX                                                         |                       | Raportează eroare |
| B-II-m-B-19140                         | Casă                                                                                   | municipiul București | Bd. Maria 34 sector 4 44.42467°N 26.09663°E | sf. sec. XIX - prima jum. sec. XX                                                         |                       | Raportează eroare |
| B-II-m-B-19141                         | Casă                                                                                   | municipiul București | Bd. Maria 36-38 sector 4 44.42456°N 26.09638°E | sf. sec. XIX - prima jum. sec. XX                                                         |                       | Raportează eroare |
| B-II-m-B-19142                         | Casă                                                                                   | municipiul București | Bd. Maria 40 sector 4 44.42445°N 26.09616°E | sf. sec. XIX - prima jum. sec. XX                                                         |                       | Raportează eroare |
| B-II-m-B-19143                         | Casă                                                                                   | municipiul București | Bd. Maria 50 sector 4 | sf. sec. XIX - prima jum. sec. XX                                                         | Încarcă foto \| video | Raportează eroare |
| B-II-m-B-19144                         | Casă                                                                                   | municipiul București | Bd. Maria 54 sector 4 | sf. sec. XIX - prima jum. sec. XX                                                         | Încarcă foto \| video | Raportează eroare |
| B-II-m-B-19146                         | Casă                                                                                   | municipiul București | Bd. Maria 62 sector 4 | sf. sec. XIX - prima jum. sec. XX                                                         | Încarcă foto \| video | Raportează eroare |
| B-II-m-B-19147                         | Casă                                                                                   | municipiul București | Bd. Maria 66 sector 4 44.42346°N 26.09436°E | sf. sec. XIX - prima jum. sec. XX                                                         |                       | Raportează eroare |
| B-II-m-B-19148                         | Casă                                                                                   | municipiul București | Bd. Maria 68-70 sector 4 44.42334°N 26.09419°E | sf. sec. XIX - prima jum. sec. XX                                                         |                       | Raportează eroare |
| B-II-m-B-19149                         | Casă                                                                                   | municipiul București | Bd. Maria 76 sector 4 44.42287°N 26.09318°E | sf. sec. XIX - prima jum. sec. XX                                                         |                       | Raportează eroare |
| B-II-m-B-19150                         | Casă                                                                                   | municipiul București | Bd. Maria 80 sector 4 44.4226°N 26.0928°E | sf. sec. XIX - prima jum. sec. XX                                                         |                       | Raportează eroare |
| B-II-m-B-19151                         | Casă                                                                                   | municipiul București | Bd. Maria 86-88 sector 4 44.42243°N 26.09249°E | sf. sec. XIX - prima jum. sec. XX                                                         |                       | Raportează eroare |
| B-II-m-B-19174                         | Casa Tudor Arghezi                                                                     | municipiul București | Str. Mărțișor 26 sector 4 44.39832°N 26.11842°E | prima jum. sec. XX                                                                        |                       | Raportează eroare |
| B-II-m-A-19306 (RAN: 179132.91)        | Biserica „Adormirea Maicii Domnului” - Flămânda                                        | municipiul București | Str. Olimpului 17 sector 4 44.42153°N 26.09899°E | 1782                                                                                      | Alte imagini          | Raportează eroare |
| B-II-a-B-19387                         | Ansamblul Bisericii Cărămidarii de Jos                                                 | municipiul București | Str. Piscului 1-3 sector 4 44.41217°N 26.11336°E | jum. sec. XIX - XX                                                                        |                       | Raportează eroare |
| B-II-m-B-19387.01                      | Biserica „Sf. Mare Mucenic Gheorghe, Sf. Dimitrie”                                     | municipiul București | Str. Piscului 1-3 sector 4 44.41205°N 26.11331°E | sec. XIX - XX                                                                             |                       | Raportează eroare |
| B-II-m-B-19387.02                      | Clădirea fostului cămin cultural                                                       | municipiul București | Str. Piscului 1-3 sector 4 44.41232°N 26.11334°E | sf. sec. XIX                                                                              |                       | Raportează eroare |
| B-II-m-A-18000                         | Casa Oprea Soare                                                                       | municipiul București | Str. Poenaru Bordea col. 2 sector 4 | 1914 Petre Antonescu (arhitect)                                                           |                       | Raportează eroare |
| B-II-m-B-19420                         | Casă                                                                                   | municipiul București | Str. Poiana Florilor 15 sector 4 | sf. sec. XIX - prima jum. sec. XX                                                         | Încarcă foto \| video | Raportează eroare |
| B-II-m-B-19461                         | Uzina electrică Filaret                                                                | municipiul București | Str. Popescu Candiano g-ral 2 sector 4 44.41588°N 26.09788°E | sf. sec. XIX                                                                              | Alte imagini          | Raportează eroare |
| B-II-m-B-21011                         | Turnul de apă „Cetatea lui Țepeș Vodă”                                                 | municipiul București | Str. Popescu Candiano g-ral 6 sector 4 44.41382°N 26.09569°E | 1906                                                                                      |                       | Raportează eroare |
| B-II-m-B-19470                         | Casă                                                                                   | municipiul București | Str. Principatele Unite 63 sector 4 44.42262°N 26.09686°E | sec. XIX                                                                                  | Alte imagini          | Raportează eroare |
| B-II-m-B-19497                         | Casa Simion Mehedinți                                                                  | municipiul București | Str. Racoviță Dimitrie 12 sector 4 | sf. sec. XIX - prima jum. sec. XX                                                         | Încarcă foto \| video | Raportează eroare |
| B-II-a-A-19498 (RAN: 179132.114)       | Ansamblul Mănăstirii Radu Vodă                                                         | municipiul București | Str. Radu Vodă 24A sector 4 44.42404°N 26.10735°E | sec. XVI - XIX                                                                            | Alte imagini          | Raportează eroare |
| B-II-m-A-19498.01 (RAN: 179132.114.02) | Biserica „Sf. Troiță” - Radu Vodă                                                      | municipiul București | Str. Radu Vodă 24A sector 4 44.42393°N 26.10772°E | sec. XVI                                                                                  |                       | Raportează eroare |
| B-II-m-A-19498.02 (RAN: 179132.114.01) | Case domnești-ruine                                                                    | municipiul București | Str. Radu Vodă 24A sector 4 | sec. XVI - XIX                                                                            |                       | Raportează eroare |
| B-II-m-A-19498.03 (RAN: 179132.114.03) | Turn clopotniță                                                                        | municipiul București | Str. Radu Vodă 24A sector 4 44.42413°N 26.1075°E | sec. XVII - XIX                                                                           |                       | Raportează eroare |
| B-II-m-A-19498.04                      | Corpul C4-chilii                                                                       | municipiul București | Str. Radu Vodă 24A sector 4 44.42372°N 26.10792°E | 1893                                                                                      | Încarcă foto \| video | Raportează eroare |
| B-II-m-B-19498.05                      | Corpul C2 - chilii, fără extinderea de pe latura de vest, partea de nord               | municipiul București | Str. Radu Vodă 24A sector 4 | 1908 - 1909                                                                               | Încarcă foto \| video | Raportează eroare |
| B-II-m-B-19499                         | Casă                                                                                   | municipiul București | Str. Radu Vodă 26 sector 4 44.42325°N 26.10874°E | sec. XIX                                                                                  |                       | Raportează eroare |
| B-II-m-A-19500 (RAN: 179132.93)        | Biserica „Sf. Atanasie și Chiril” - Bucur                                              | municipiul București | Str. Radu Vodă 33 sector 4 44.4235°N 26.10902°E | sec. XVIII                                                                                | Alte imagini          | Raportează eroare |
| B-II-m-A-19670                         | Biserica „Sf. Ecaterina”                                                               | municipiul București | Str. Sfânta Ecaterina 5 sector 4 44.42445°N 26.10116°E | 1852                                                                                      | Alte imagini          | Raportează eroare |
| B-II-m-A-19750                         | Biserica „Sf. Spiridon Nou”                                                            | municipiul București | Calea Șerban Vodă 29 sector 4 44.42386°N 26.10356°E | 1852-1858                                                                                 | Alte imagini          | Raportează eroare |
| B-II-m-A-19751                         | Casă de târgoveț, birouri ale Institutului Național al Patrimoniului                   | municipiul București | Calea Șerban Vodă 33 sector 4 44.4227°N 26.10296°E | sf. sec. XVIII                                                                            | Alte imagini          | Raportează eroare |
| B-II-m-B-19752                         | Școalele primare „Ienăchiță Văcărescu”                                                 | municipiul București | Calea Șerban Vodă 64 sector 4 | 1864                                                                                      | Încarcă foto \| video | Raportează eroare |
| B-II-m-B-19753                         | Biserica „Adormirea Maicii Domnului” - Alexe                                           | municipiul București | Calea Șerban Vodă 123 sector 4 44.41705°N 26.10109°E | 1812, jum. sec. XIX - înc. XX                                                             |                       | Raportează eroare |
| B-II-m-B-19754                         | Liceul „Gheorghe Șincai”                                                               | municipiul București | Calea Șerban Vodă 167 sector 4 44.41416°N 26.10397°E | 1920-1925 Virginia Andreescu Haret (arhitect)                                             |                       | Raportează eroare |
| B-II-a-A-21028                         | Crematoriul „Cenușa”                                                                   | municipiul București | Calea Șerban Vodă nr. 183, sectorul 4 44.41138°N 26.10313°E | Duiliu Marcu (arhitect)                                                                   |                       | Raportează eroare |
| B-II-a-A-21028.01                      | Crematoriul uman                                                                       | municipiul București | Calea Șerban Vodă nr. 183, sectorul 4 44.41138°N 26.10313°E | Duiliu Marcu (arhitect)                                                                   |                       | Raportează eroare |
| B-II-a-A-21028.02                      | Columbar                                                                               | municipiul București | Calea Șerban Vodă nr. 183, sectorul 4 44.41138°N 26.10313°E | Duiliu Marcu (arhitect)                                                                   | Încarcă foto \| video | Raportează eroare |
| B-II-m-B-19755 (RAN: 179132.94)        | Biserica „Sf. Arhangheli Mihail și Gavril” - Manu Cavafu                               | municipiul București | Bd. Șincai Gheorghe 4 sector 4 44.41454°N 26.10635°E | sec. XVIII                                                                                | Alte imagini          | Raportează eroare |
| B-II-m-B-19826                         | Casa Ienachiță Văcărescu, azi sediul central al Institutului Național al Patrimoniului | municipiul București | Str. Văcărescu Ienăchiță 16 sector 4 44.42463°N 26.10009°E | sf. sec. XIX - prima jum. sec. XX                                                         |                       | Raportează eroare |
| B-III-m-B-19959                        | Bustul dr. Alexandru Obregia                                                           | municipiul București | Șos. Berceni 10 sector 4 44.38707°N 26.12704°E | 1935 Frederic Storck (sculptor)                                                           |                       | Raportează eroare |
| B-III-m-B-19969                        | Bustul lui Dimitrie Cantemir                                                           | municipiul București | Bd. Cantemir Dimitrie f.n. sector 4 44.42134°N 26.1035°E | 1973 Ion Irimescu (sculptor)                                                              |                       | Raportează eroare |
| B-III-m-A-20003                        | Fântâna Zodiac                                                                         | municipiul București | Piața Libertății f.n. sector 4 44.41835°N 26.09514°E | Octav Doicescu (arhitect), Mac Constantinescu (sculptor), Dorin Pavel (sculptor)          |                       | Raportează eroare |
| B-III-m-A-20004                        | Fântâna George Grigorie Cantacuzino                                                    | municipiul București | Piața Libertății f.n. sector 4, în Parcul Carol 44.41599°N 26.0943°E | 1870 Alexandru Freiwald (arhitect), Karl Storck (sculptor)                                | Alte imagini          | Raportează eroare |
| B-III-m-A-20005                        | Statuia „Gigantul” (1)                                                                 | municipiul București | Piața Libertății f.n. sector 4, în Parcul Carol 44.41614°N 26.09609°E | 1906 Dimitrie Paciurea (sculptor)                                                         | Alte imagini          | Raportează eroare |
| B-III-m-A-20006                        | Statuia „Gigantul” (2)                                                                 | municipiul București | Piața Libertății f.n. sector 4, în Parcul Carol 44.41614°N 26.09517°E | 1906 Frederic Storck (sculptor)                                                           | Alte imagini          | Raportează eroare |
| B-III-m-B-20007                        | Statuia dr. C. I. Istrati                                                              | municipiul București | Piața Libertății f.n. sector 4, în Parcul Carol 44.41749°N 26.09448°E | 1928 Oscar Späthe (sculptor)                                                              | Alte imagini          | Raportează eroare |
| B-III-m-B-20051                        | Bustul lui Barbu Constantinescu                                                        | municipiul București | Str. Sfânta Ecaterina 3 sector 4 44.4249°N 26.10239°E | Ioan Iordănescu (sculptor)                                                                |                       | Raportează eroare |
| B-III-m-B-20055                        | Monumentul lui Gheorghe Șincai                                                         | municipiul București | Calea Șerban Vodă f.n. sector 4, în fața Liceului „Gheorghe Șincai” 44.41388°N 26.10398°E | Ion Schmidt-Faur (sculptor)                                                               | Alte imagini          | Raportează eroare |
| B-IV-m-B-20068                         | Crucea lui Antonie Vodă Ruset                                                          | municipiul București | Str. Cuțitul de Argint 1 sector 4, în curtea Bisericii Cuțitul de Argint 44.41363°N 26.09293°E                                                                                               | 1677                                                                                      |                       | Raportează eroare |
| B-IV-m-B-20069 (RAN: 179132.143)       | Crucea comisului Balea                                                                 | municipiul București | Aleea Dealul Mitropoliei f.n. sector 4 | 1584                                                                                      | Încarcă foto \| video | Raportează eroare |
| B-IV-m-B-20070 (RAN: 179132.144)       | Crucea logofătului Stoica                                                              | municipiul București | Aleea Dealul Mitropoliei f.n. sector 4 | 1617                                                                                      | Încarcă foto \| video | Raportează eroare |
| B-IV-m-B-20071                         | Stâlp funerar                                                                          | municipiul București | Aleea Dealul Mitropoliei f.n. sector 4 | 1708                                                                                      | Încarcă foto \| video | Raportează eroare |
| B-IV-m-B-20072                         | Cruce de piatră                                                                        | municipiul București | Aleea Dealul Mitropoliei f.n. sector 4 | 1843-1844                                                                                 | Încarcă foto \| video | Raportează eroare |
| B-IV-m-B-20083                         | Monumentul funerar Rudolf Biscabon                                                     | municipiul București | Șos. Giurgiului 4 sector 4, Cimitirul Evanghelic |                                                                                           | Încarcă foto \| video | Raportează eroare |
| B-IV-m-B-20084                         | Monumentul funerar Fr. Broehm                                                          | municipiul București | Șos. Giurgiului 4 sector 4, Cimitirul Evanghelic | 1910 Carol Storck (sculptor)                                                              |                       | Raportează eroare |
| B-IV-m-B-20085                         | Monumentul funerar dr. Fr. Graf și Gr. Zeidner                                         | municipiul București | Șos. Giurgiului 4 sector 4, Cimitirul Evanghelic |                                                                                           | Încarcă foto \| video | Raportează eroare |
| B-IV-m-B-20086                         | Monumentul funerar S. Grefu                                                            | municipiul București | Șos. Giurgiului 4 sector 4, Cimitirul Evanghelic | Carol Storck (medalioane)                                                                 | Încarcă foto \| video | Raportează eroare |
| B-IV-m-B-20087                         | Monumentul funerar dr. Kaiser                                                          | municipiul București | Șos. Giurgiului 4 sector 4, Cimitirul Evanghelic |                                                                                           |                       | Raportează eroare |
| B-IV-m-B-20088                         | Monumentul funerar al familiei F. Luther                                               | municipiul București | Șos. Giurgiului 4 sector 4, Cimitirul Evanghelic | 1892 și 1899 Carol Storck (bust)                                                          |                       | Raportează eroare |
| B-IV-m-B-20089                         | Monumentul funerar al familiei Fr. Nirescher                                           | municipiul București | Șos. Giurgiului 4 sector 4, Cimitirul Evanghelic |                                                                                           | Încarcă foto \| video | Raportează eroare |
| B-IV-m-B-20090                         | Monumentul funerar M. Stoher                                                           | municipiul București | Șos. Giurgiului 4 sector 4, Cimitirul Evanghelic |                                                                                           | Încarcă foto \| video | Raportează eroare |
| B-IV-m-B-20091                         | Monumentul funerar Karl Storck                                                         | municipiul București | Șos. Giurgiului 4 sector 4, Cimitirul Evanghelic | Frederic Storck (sculptor)                                                                |                       | Raportează eroare |
| B-IV-m-B-20092                         | Monumentul funerar pictor Fr. Șirato                                                   | municipiul București | Șos. Giurgiului 4 sector 4, Cimitirul Evanghelic |                                                                                           |                       | Raportează eroare |
| B-IV-m-B-20093                         | Monumentul funerar Traugot Witting                                                     | municipiul București | Șos. Giurgiului 4 sector 4, Cimitirul Evanghelic | 1906 Carol Storck (sculptor)                                                              |                       | Raportează eroare |
| B-IV-m-B-20104                         | Crucea lui Leon Vodă                                                                   | municipiul București | Str. Leon Vodă 3 sector 4, în curtea Bisericii Slobozia 44.42191°N 26.10309°E | 1632                                                                                      | Alte imagini          | Raportează eroare |
| B-IV-m-A-20105                         | Mormântul Ostașului Necunoscut                                                         | municipiul București | Piața Libertății f.n. sector 4, în Parcul Carol 44.41123°N 26.09688°E | 1923 Emil Wilhelm Becker (sculptor)                                                       | Alte imagini          | Raportează eroare |
| B-IV-m-B-20107                         | Mormântul poetului Tudor Arghezi                                                       | municipiul București | Str. Mărțișor 26 sector 4 44.39724°N 26.11771°E |                                                                                           | Încarcă foto \| video | Raportează eroare |
| B-IV-m-B-20110                         | Placă memorială - Conferința PCR 1932                                                  | municipiul București | Str. Mitropolitul Grigore 69 sector 4 44.41117°N 26.09252°E |                                                                                           | Încarcă foto \| video | Raportează eroare |
| B-IV-m-B-11248 (fost CS-IV-m-B-11248)  | Mormântul generalului Ion Dragalina                                                    | municipiul București | Calea Șerban Vodă 239-241 sector 4, Cimitirul eroilor căzuți în Revoluția din Decembrie 1989                                                                                                 | 1916                                                                                      | Încarcă foto \| video | Raportează eroare |
| B-IV-a-B-20117                         | Cimitirul eroilor căzuți în Revoluția din Decembrie 1989                               | municipiul București | Calea Șerban Vodă 239-241 sector 4 |                                                                                           | Alte imagini          | Raportează eroare |
| B-IV-a-B-20118                         | Ansamblul „Cimitirul Șerban Vodă - Bellu”                                              | municipiul București | Calea Șerban Vodă 249 sector 4 44.39777°N 26.11026°E | 1859                                                                                      | Alte imagini          | Raportează eroare |
| B-IV-m-B-20118.001                     | Mormântul lui Grigore Alexandrescu                                                     | municipiul București | Calea Șerban Vodă 249 sector 4: Cimitirul Bellu, fig. 28 |                                                                                           | Încarcă foto \| video | Raportează eroare |
| B-IV-m-B-20118.002                     | Monument funerar aviator Th. Alimănescu                                                | municipiul București | Calea Șerban Vodă 249 sector 4: Cimitirul Bellu, fig. 19 |                                                                                           | Încarcă foto \| video | Raportează eroare |
| B-IV-m-B-20118.003                     | Mormântul lui Theodor Aman                                                             | municipiul București | Calea Șerban Vodă 249 sector 4: Cimitirul Bellu, fig. 32 |                                                                                           | Încarcă foto \| video | Raportează eroare |
| B-IV-m-B-20118.004                     | Monumentul funerar D. N. Amira                                                         | municipiul București | Calea Șerban Vodă 249 sector 4: Cimitirul Bellu, fig. 79/12 |                                                                                           | Încarcă foto \| video | Raportează eroare |
| B-IV-m-B-20118.005                     | Monumentul funerar George Angelescu                                                    | municipiul București | Calea Șerban Vodă 249 sector 4: Cimitirul Bellu, fig. 40/53 |                                                                                           | Încarcă foto \| video | Raportează eroare |
| B-IV-m-B-20118.006                     | Monumentul funerar George Assan                                                        | municipiul București | Calea Șerban Vodă 249 sector 4: Cimitirul Bellu, fig. 63/48 | 1911 E. Cassi                                                                             |                       | Raportează eroare |
| B-IV-m-B-20118.007                     | Mormântul lui Jean Athanasiu                                                           | municipiul București | Calea Șerban Vodă 249 sector 4: Cimitirul Bellu, fig. 115 |                                                                                           | Încarcă foto \| video | Raportează eroare |
| B-IV-m-B-20118.008                     | Mormântul lui G. Bacovia                                                               | municipiul București | Calea Șerban Vodă 249 sector 4: Cimitirul Bellu, fig. 61 |                                                                                           | Încarcă foto \| video | Raportează eroare |
| B-IV-m-B-20118.009                     | Mormântul lui Nic. Băltățeanu                                                          | municipiul București | Calea Șerban Vodă 249 sector 4: Cimitirul Bellu, fig. 96 |                                                                                           | Încarcă foto \| video | Raportează eroare |
| B-IV-m-B-20118.010                     | Mormântul lui Ion Barbu (Dan Barbilian)                                                | municipiul București | Calea Șerban Vodă 249 sector 4: Cimitirul Bellu, fig. 114 |                                                                                           | Încarcă foto \| video | Raportează eroare |
| B-IV-m-B-20118.011                     | Mormântul lui Gr. Vasiliu-Birlic                                                       | municipiul București | Calea Șerban Vodă 249 sector 4, Cimitirul Bellu, fig. 96 |                                                                                           | Alte imagini          | Raportează eroare |
| B-IV-m-B-20118.012                     | Monumentul funerar Katalina Boschott                                                   | municipiul București | Calea Șerban Vodă 249 sector 4: Cimitirul Bellu, fig. 65/34 |                                                                                           |                       | Raportează eroare |
| B-IV-m-B-20118.013                     | Mormântul prof. D. Brândză                                                             | municipiul București | Calea Șerban Vodă 249 sector 4: Cimitirul Bellu, fig. 52 |                                                                                           | Încarcă foto \| video | Raportează eroare |
| B-IV-m-B-20118.014                     | Mormântul lui Alexandru Brătescu Voinești                                              | municipiul București | Calea Șerban Vodă 249 sector 4, Cimitirul Bellu, fig. 115 |                                                                                           | Încarcă foto \| video | Raportează eroare |
| B-IV-m-A-20118.015                     | Mormântul lui I. L. Caragiale                                                          | municipiul București | Calea Șerban Vodă 249 sector 4: Cimitirul Bellu, fig. 9 |                                                                                           | Alte imagini          | Raportează eroare |
| B-IV-m-B-20118.016                     | Mormântul lui Jules Cazaban                                                            | municipiul București | Calea Șerban Vodă 249 sector 4, Cimitirul Bellu, fig. 96 |                                                                                           | Încarcă foto \| video | Raportează eroare |
| B-IV-m-A-20118.017                     | Mormântul lui George Călinescu                                                         | municipiul București | Calea Șerban Vodă 249 sector 4, Cimitirul Bellu, fig. 9 |                                                                                           | Alte imagini          | Raportează eroare |
| B-IV-m-B-20118.018                     | Mormântul lui Panait Cerna                                                             | municipiul București | Calea Șerban Vodă 249 sector 4: Cimitirul Bellu, fig. 84 | 1913                                                                                      | Încarcă foto \| video | Raportează eroare |
| B-IV-m-B-20118.019                     | Monumentul funerar gen. Alex. Cernat                                                   | municipiul București | Calea Șerban Vodă 249 sector 4: Cimitirul Bellu, fig. 54/7 | post 1893                                                                                 | Încarcă foto \| video | Raportează eroare |
| B-IV-m-B-20118.020                     | Mormântul lui Ilarie Chendi                                                            | municipiul București | Calea Șerban Vodă 249 sector 4, Cimitirul Bellu, fig. 84 | 1913                                                                                      | Încarcă foto \| video | Raportează eroare |
| B-IV-m-B-20118.021                     | Monumentul funerar Maria Cârlova                                                       | municipiul București | Calea Șerban Vodă 249 sector 4: Cimitirul Bellu, fig. 2/5 |                                                                                           | Încarcă foto \| video | Raportează eroare |
| B-IV-m-B-20118.022                     | Mormântul lui Ștefan Ciubotărașu                                                       | municipiul București | Calea Șerban Vodă 249 sector 4, Cimitirul Bellu, fig. 96 |                                                                                           | Încarcă foto \| video | Raportează eroare |
| B-IV-m-B-20118.023                     | Monumentul funerar Th. Coandă                                                          | municipiul București | Calea Șerban Vodă 249 sector 4: Cimitirul Bellu, fig. 29 |                                                                                           | Încarcă foto \| video | Raportează eroare |
| B-IV-m-B-20118.024                     | Mormântul Soniei Cluceru                                                               | municipiul București | Calea Șerban Vodă 249 sector 4: Cimitirul Bellu, fig. 96 |                                                                                           | Încarcă foto \| video | Raportează eroare |
| B-IV-m-B-20118.025                     | Mormântul lui N. D. Cocea                                                              | municipiul București | Calea Șerban Vodă 249 sector 4: Cimitirul Bellu, fig. 114 |                                                                                           | Încarcă foto \| video | Raportează eroare |
| B-IV-m-B-20118.026                     | Mormântul compozitorului Alfred Alessandrescu                                          | municipiul București | Calea Șerban Vodă 249 sector 4: Cimitirul Bellu, fig. 44 bis |                                                                                           | Încarcă foto \| video | Raportează eroare |
| B-IV-m-B-20118.027                     | Mormântul compozitorului Gheorghe Breazu                                               | municipiul București | Calea Șerban Vodă 249 sector 4: Cimitirul Bellu, fig. 44 bis |                                                                                           | Încarcă foto \| video | Raportează eroare |
| B-IV-m-B-20118.028                     | Mormântul compozitorului Alfons Castaldi                                               | municipiul București | Calea Șerban Vodă 249 sector 4, Cimitirul Bellu, fig. 44 bis |                                                                                           | Încarcă foto \| video | Raportează eroare |
| B-IV-m-B-20118.029                     | Mormântul compozitorului Dumitru Chiriac                                               | municipiul București | Calea Șerban Vodă 249 sector 4, Cimitirul Bellu, fig. 44 bis |                                                                                           | Încarcă foto \| video | Raportează eroare |
| B-IV-m-B-20118.030                     | Mormântul compozitorului Paul Constantinescu                                           | municipiul București | Calea Șerban Vodă 249 sector 4, Cimitirul Bellu, fig. 44 bis |                                                                                           | Încarcă foto \| video | Raportează eroare |
| B-IV-m-B-20118.031                     | Mormântul compozitorului Gheorghe Cucu                                                 | municipiul București | Calea Șerban Vodă 249 sector 4, Cimitirul Bellu, fig. 44 bis |                                                                                           | Încarcă foto \| video | Raportează eroare |
| B-IV-m-B-20118.032                     | Mormântul compozitorului Gheorghe Danga                                                | municipiul București | Calea Șerban Vodă 249 sector 4, Cimitirul Bellu, fig. 44 bis |                                                                                           | Încarcă foto \| video | Raportează eroare |
| B-IV-m-B-20118.033                     | Mormântul compozitorului Constantin Dumitrescu                                         | municipiul București | Calea Șerban Vodă 249 sector 4, Cimitirul Bellu, fig. 44 bis |                                                                                           | Încarcă foto \| video | Raportează eroare |
| B-IV-m-B-20118.034                     | Mormântul compozitorului Th. Fucs                                                      | municipiul București | Calea Șerban Vodă 249 sector 4, Cimitirul Bellu, fig. 44 bis |                                                                                           | Încarcă foto \| video | Raportează eroare |
| B-IV-m-A-20118.035                     | Mormântul lui George Coșbuc                                                            | municipiul București | Calea Șerban Vodă 249 sector 4, Cimitirul Bellu, fig. 9 | 1918                                                                                      |                       | Raportează eroare |
| B-IV-m-B-20118.036                     | Mormântul lui Gh. Crețeanu                                                             | municipiul București | Calea Șerban Vodă 249 sector 4: Cimitirul Bellu, fig. 10 bis |                                                                                           | Încarcă foto \| video | Raportează eroare |
| B-IV-m-B-20118.037                     | Monumentul funerar Ion Dalles                                                          | municipiul București | Calea Șerban Vodă 249 sector 4: Cimitirul Bellu, fig. 9 bis/8 | 1886, 1892 Ion Georgescu (bustul Dorei Dalles), Carol Storck (medalion)                   | Încarcă foto \| video | Raportează eroare |
| B-IV-m-B-20118.038                     | Mormântul Haricleei Darclée și Ion Hartulari Darclée                                   | municipiul București | Calea Șerban Vodă 249 sector 4: Cimitirul Bellu, fig. 4 |                                                                                           | Alte imagini          | Raportează eroare |
| B-IV-m-B-20118.039                     | Mormântul lui Aristide Demetriad                                                       | municipiul București | Calea Șerban Vodă 249 sector 4: Cimitirul Bellu, fig. 16 | 1930                                                                                      | Încarcă foto \| video | Raportează eroare |
| B-IV-m-B-20118.040                     | Mormântul lui Ovid Densușianu                                                          | municipiul București | Calea Șerban Vodă 249 sector 4, Cimitirul Bellu, fig. 52 |                                                                                           | Încarcă foto \| video | Raportează eroare |
| B-IV-m-B-20118.041                     | Mormântul lui Dim. Dinicu                                                              | municipiul București | Calea Șerban Vodă 249 sector 4: Cimitirul Bellu, fig. 2 bis |                                                                                           | Încarcă foto \| video | Raportează eroare |
| B-IV-m-B-20118.042                     | Monumentul funerar al fam. Don                                                         | municipiul București | Calea Șerban Vodă 249 sector 4: Cimitirul Bellu, fig. 22/8 | 1880                                                                                      | Încarcă foto \| video | Raportează eroare |
| B-IV-m-B-20118.043                     | Monumentul funerar Alex. Constantinescu Burduc                                         | municipiul București | Calea Șerban Vodă 249 sector 4: Cimitirul Bellu, fig. 34/9 |                                                                                           | Încarcă foto \| video | Raportează eroare |
| B-IV-m-B-20118.044                     | Monumentul funerar Victor Eftimiu și A. Macri                                          | municipiul București | Calea Șerban Vodă 249 sector 4: Cimitirul Bellu, fig. 34 bis |                                                                                           | Alte imagini          | Raportează eroare |
| B-IV-m-B-20118.045                     | Monumentul funerar Eliad                                                               | municipiul București | Calea Șerban Vodă 249 sector 4: Cimitirul Bellu, fig. 103/5 | post 1927                                                                                 | Încarcă foto \| video | Raportează eroare |
| B-IV-m-A-20118.046                     | Mormântul lui Mihai Eminescu                                                           | municipiul București | Calea Șerban Vodă 249 sector 4, Cimitirul Bellu, fig. 9 | 1889                                                                                      | Alte imagini          | Raportează eroare |
| B-IV-m-B-20118.047                     | Monumentul funerar C-tin Esarcu                                                        | municipiul București | Calea Șerban Vodă 249 sector 4: Cimitirul Bellu, fig. 40/35 | post 1898                                                                                 | Încarcă foto \| video | Raportează eroare |
| B-IV-m-B-20118.048                     | Monumentul funerar Alexandrina Fălcoianu                                               | municipiul București | Calea Șerban Vodă 249 sector 4: Cimitirul Bellu, fig. 5 | 1875-1876                                                                                 | Încarcă foto \| video | Raportează eroare |
| B-IV-m-B-20118.049                     | Mormântul Mariei Filotti                                                               | municipiul București | Calea Șerban Vodă 249 sector 4, Cimitirul Bellu, fig. 96 |                                                                                           | Alte imagini          | Raportează eroare |
| B-IV-m-B-20118.050                     | Mormântul lui Alex. Flechtenmacher                                                     | municipiul București | Calea Șerban Vodă 249 sector 4: Cimitirul Bellu, fig. 50 | 1897                                                                                      | Încarcă foto \| video | Raportează eroare |
| B-IV-m-B-20118.051                     | Monumentul funerar Alex. Gh. Florescu                                                  | municipiul București | Calea Șerban Vodă 249 sector 4: Cimitirul Bellu, fig. 99/10, 11 |                                                                                           | Încarcă foto \| video | Raportează eroare |
| B-IV-m-B-20118.052                     | Mormântul lui G. Folescu                                                               | municipiul București | Calea Șerban Vodă 249 sector 4: Cimitirul Bellu, fig. 11 bis |                                                                                           | Încarcă foto \| video | Raportează eroare |
| B-IV-m-B-20118.053                     | Mormântul lui G. Georgescu                                                             | municipiul București | Calea Șerban Vodă 249 sector 4: Cimitirul Bellu, fig. 3 |                                                                                           | Încarcă foto \| video | Raportează eroare |
| B-IV-m-B-20118.054                     | Mormântul lui I. Georgescu                                                             | municipiul București | Calea Șerban Vodă 249 sector 4: Cimitirul Bellu, fig. 15 | 1898                                                                                      | Încarcă foto \| video | Raportează eroare |
| B-IV-m-B-20118.055                     | Monumentul funerar Avram Gheorghiu                                                     | municipiul București | Calea Șerban Vodă 249 sector 4: Cimitirul Bellu, fig. 18 |                                                                                           | Încarcă foto \| video | Raportează eroare |
| B-IV-m-B-20118.056                     | Monumentul funerar Gh. Adam Ghermani                                                   | municipiul București | Calea Șerban Vodă 249 sector 4: Cimitirul Bellu, fig. 15/12 | 1869 Karl Storck (sculptor)                                                               | Încarcă foto \| video | Raportează eroare |
| B-IV-m-B-20118.057                     | Mormântul lui Emil Gârleanu                                                            | municipiul București | Calea Șerban Vodă 249 sector 4: Cimitirul Bellu, fig. 65 | 1914                                                                                      | Încarcă foto \| video | Raportează eroare |
| B-IV-m-B-20118.058                     | Monumentul funerar Em. Gugiu                                                           | municipiul București | Calea Șerban Vodă 249 sector 4: Cimitirul Bellu, fig. 11 | 1877 Karl Storck (sculptor)                                                               | Încarcă foto \| video | Raportează eroare |
| B-IV-m-B-20118.059                     | Mormântul lui Dimitrie Gusti                                                           | municipiul București | Calea Șerban Vodă 249 sector 4: Cimitirul Bellu, fig. 75 |                                                                                           | Încarcă foto \| video | Raportează eroare |
| B-IV-m-B-20118.060                     | Mormântul lui Spiru Haret                                                              | municipiul București | Calea Șerban Vodă 249 sector 4, Cimitirul Bellu, fig. 75 | 1912                                                                                      | Încarcă foto \| video | Raportează eroare |
| B-IV-m-B-20118.061                     | Monumentul funerar Iulia Hașdeu                                                        | municipiul București | Calea Șerban Vodă 249 sector 4: Cimitirul Bellu, fig. 25/22 | 1889 Ion Georgescu (monument)                                                             | Încarcă foto \| video | Raportează eroare |
| B-IV-m-B-20118.062                     | Monumentul funerar prof. dr. N. Hortolomei                                             | municipiul București | Calea Șerban Vodă 249 sector 4: Cimitirul Bellu, fig. 102 |                                                                                           | Încarcă foto \| video | Raportează eroare |
| B-IV-m-B-20118.063                     | Monumentul funerar aviator Dumitru Hubert                                              | municipiul București | Calea Șerban Vodă 249 sector 4: Cimitirul Bellu, fig. 2 | 1935 Iosif Fekete                                                                         | Încarcă foto \| video | Raportează eroare |
| B-IV-m-B-20118.064                     | Monumentul funerar Georgică Gh. Iliescu                                                | municipiul București | Calea Șerban Vodă 249 sector 4: Cimitirul Bellu, fig. 8 bis /2 |                                                                                           | Încarcă foto \| video | Raportează eroare |
| B-IV-m-B-20118.065                     | Monumentul funerar Alex. I. Ionescu                                                    | municipiul București | Calea Șerban Vodă 249 sector 4: Cimitirul Bellu, fig. 4/26 | 1892 Carol Storck (bust)                                                                  | Încarcă foto \| video | Raportează eroare |
| B-IV-m-B-20118.066                     | Monumentul funerar M. Ionescu-Călinescu                                                | municipiul București | Calea Șerban Vodă 249 sector 4: Cimitirul Bellu, fig. 6/22 |                                                                                           | Încarcă foto \| video | Raportează eroare |
| B-IV-m-B-20118.067                     | Monumentul funerar George Ionescu-Gion                                                 | municipiul București | Calea Șerban Vodă 249 sector 4: Cimitirul Bellu, fig. 17/25 | post 1904                                                                                 | Încarcă foto \| video | Raportează eroare |
| B-IV-m-A-20118.068                     | Mormântul lui Nicolae Iorga                                                            | municipiul București | Calea Șerban Vodă 249 sector 4: Cimitirul Bellu, fig. 39 |                                                                                           | Alte imagini          | Raportează eroare |
| B-IV-m-B-20118.069                     | Mormântul lui Șt. O. Iosif                                                             | municipiul București | Calea Șerban Vodă 249 sector 4, Cimitirul Bellu, fig. 84 | 1913                                                                                      | Încarcă foto \| video | Raportează eroare |
| B-IV-m-B-20118.070                     | Mormântul lui Petre Ispirescu                                                          | municipiul București | Calea Șerban Vodă 249 sector 4, Cimitirul Bellu, fig. 17 | 1887                                                                                      | Încarcă foto \| video | Raportează eroare |
| B-IV-m-B-20118.071                     | Monumentul funerar dr. Constantin Istrati                                              | municipiul București | Calea Șerban Vodă 249 sector 4, Cimitirul Bellu, fig. 73/20 | post 1918                                                                                 | Încarcă foto \| video | Raportează eroare |
| B-IV-m-B-20118.072                     | Monumentul funerar Panait Istrati                                                      | municipiul București | Calea Șerban Vodă 249 sector 4, Cimitirul Bellu, fig. 37 | post 1935                                                                                 | Încarcă foto \| video | Raportează eroare |
| B-IV-m-B-20118.073                     | Monumentul funerar Alex. Izvoranu                                                      | municipiul București | Calea Șerban Vodă 249 sector 4, Cimitirul Bellu, fig. 24 |                                                                                           | Încarcă foto \| video | Raportează eroare |
| B-IV-m-B-20118.074                     | Monumentul funerar Luiza Șerban-Jianu                                                  | municipiul București | Calea Șerban Vodă 249 sector 4, Cimitirul Bellu, fig. 8/9 |                                                                                           | Încarcă foto \| video | Raportează eroare |
| B-IV-m-B-20118.075                     | Monumentul funerar Zerliva Jianu                                                       | municipiul București | Calea Șerban Vodă 249 sector 4, Cimitirul Bellu, fig. 3/18 |                                                                                           | Încarcă foto \| video | Raportează eroare |
| B-IV-m-B-20118.076                     | Monumentul funerar dr. D. Kiriazi                                                      | municipiul București | Calea Șerban Vodă 249 sector 4, Cimitirul Bellu, fig. 32 |                                                                                           | Încarcă foto \| video | Raportează eroare |
| B-IV-m-B-20118.077                     | Monumentul funerar al familiei Kretzulescu                                             | municipiul București | Calea Șerban Vodă 249 sector 4, Cimitirul Bellu, fig. 7/38 |                                                                                           | Încarcă foto \| video | Raportează eroare |
| B-IV-m-B-20118.078                     | Monumentul funerar Aug. Treboniu Laurian                                               | municipiul București | Calea Șerban Vodă 249 sector 4, Cimitirul Bellu, fig. 40 | post 1881 Carol Storck (bust)                                                             | Încarcă foto \| video | Raportează eroare |
| B-IV-m-B-20118.079                     | Monumentul funerar al pict. O. Lecca și al soției sale                                 | municipiul București | Calea Șerban Vodă 249 sector 4, Cimitirul Bellu, fig. 7/37 | 1887-1893 Ion Georgescu (bustul lui C. Lecca)                                             | Încarcă foto \| video | Raportează eroare |
| B-IV-m-B-20118.080                     | Monumentul funerar Șt. și Maria Lespezeanu                                             | municipiul București | Calea Șerban Vodă 249 sector 4: Cimitirul Bellu, fig. 23/21 | 1889 Ion Georgescu (busturi)                                                              | Încarcă foto \| video | Raportează eroare |
| B-IV-m-B-20118.081                     | Monumentul funerar Petre Liciu                                                         | municipiul București | Calea Șerban Vodă 249 sector 4: Cimitirul Bellu, fig. 71/38 | post 1912 Oscar Späthe                                                                    | Încarcă foto \| video | Raportează eroare |
| B-IV-m-B-20118.082                     | Mormântul poetului Nicolae Labiș                                                       | municipiul București | Calea Șerban Vodă 249 sector 4, Cimitirul Bellu, fig. 114 |                                                                                           | Alte imagini          | Raportează eroare |
| B-IV-m-B-20118.083                     | Mormântul lui Alexandru Macedonschi                                                    | municipiul București | Calea Șerban Vodă 249 sector 4: Cimitirul Bellu, fig. 6 | 1920                                                                                      |                       | Raportează eroare |
| B-IV-m-B-20118.084                     | Monumentul funerar Gheorghe Magheru                                                    | municipiul București | Calea Șerban Vodă 249 sector 4: Cimitirul Bellu, fig. 33 | Céline Emilian (sculptor)                                                                 | Încarcă foto \| video | Raportează eroare |
| B-IV-m-A-20118.085                     | Mormântul lui Titu Maiorescu                                                           | municipiul București | Calea Șerban Vodă 249 sector 4, Cimitirul Bellu, fig. 16 | 1917                                                                                      | Încarcă foto \| video | Raportează eroare |
| B-IV-m-B-20118.086                     | Monumentul funerar Vasile și Adrian Maniu                                              | municipiul București | Calea Șerban Vodă 249 sector 4: Cimitirul Bellu, fig. 17/19 |                                                                                           | Încarcă foto \| video | Raportează eroare |
| B-IV-m-B-20118.087                     | Mormântul lui I. Manolescu                                                             | municipiul București | Calea Șerban Vodă 249 sector 4, Cimitirul Bellu, fig. 96 |                                                                                           | Încarcă foto \| video | Raportează eroare |
| B-IV-m-B-20118.088                     | Monumentul funerar I. Manole Manolescu                                                 | municipiul București | Calea Șerban Vodă 249 sector 4: Cimitirul Bellu, fig. 11/48 |                                                                                           | Încarcă foto \| video | Raportează eroare |
| B-IV-m-B-20118.089                     | Monumentul funerar pictor Dim. Marinescu                                               | municipiul București | Calea Șerban Vodă 249 sector 4: Cimitirul Bellu, fig. 78/57 |                                                                                           | Încarcă foto \| video | Raportează eroare |
| B-IV-m-B-20118.090                     | Monumentul funerar dr. Gh. Marinescu                                                   | municipiul București | Calea Șerban Vodă 249 sector 4: Cimitirul Bellu, fig. 96/9 |                                                                                           | Încarcă foto \| video | Raportează eroare |
| B-IV-m-B-20118.091                     | Monumentul funerar Grig. Mărculescu                                                    | municipiul București | Calea Șerban Vodă 249 sector 4: Cimitirul Bellu, fig. 45 |                                                                                           | Încarcă foto \| video | Raportează eroare |
| B-IV-m-B-20118.092                     | Mormântul lui Cornel Medrea                                                            | municipiul București | Calea Șerban Vodă 249 sector 4, Cimitirul Bellu, fig. 114 |                                                                                           | Încarcă foto \| video | Raportează eroare |
| B-IV-m-B-20118.093                     | Monumentul funerar Constantin Mille                                                    | municipiul București | Calea Șerban Vodă 249 sector 4: Cimitirul Bellu, fig. 100 | post 1927                                                                                 | Încarcă foto \| video | Raportează eroare |
| B-IV-m-B-20118.094                     | Mormântul lui Matei Millo                                                              | municipiul București | Calea Șerban Vodă 249 sector 4: Cimitirul Bellu, fig. 28 |                                                                                           | Încarcă foto \| video | Raportează eroare |
| B-IV-m-A-20118.095                     | Mormântul lui Ion Mincu                                                                | municipiul București | Calea Șerban Vodă 249 sector 4: Cimitirul Bellu, fig. 81 | 1912 State Baloșin (arhitect), C. M. Babic (sculptor)                                     | Alte imagini          | Raportează eroare |
| B-IV-m-B-20118.096                     | Mormântul lui Ion Minulescu și Claudiei Millian                                        | municipiul București | Calea Șerban Vodă 249 sector 4: Cimitirul Bellu, fig. 115 |                                                                                           | Încarcă foto \| video | Raportează eroare |
| B-IV-m-B-20118.097                     | Monumentul funerar Ion Mirescu                                                         | municipiul București | Calea Șerban Vodă 249 sector 4: Cimitirul Bellu, fig. 2/12 | 1886 Carol Storck (bust)                                                                  | Încarcă foto \| video | Raportează eroare |
| B-IV-m-B-20118.098                     | Monumentul funerar Mărioara Motaș                                                      | municipiul București | Calea Șerban Vodă 249 sector 4: Cimitirul Bellu, fig. 73 | 1911 Carol Storck (bust)                                                                  | Încarcă foto \| video | Raportează eroare |
| B-IV-m-B-20118.099                     | Mormântul lui Th. Neculuță                                                             | municipiul București | Calea Șerban Vodă 249 sector 4, Cimitirul Bellu, fig. 114 |                                                                                           | Încarcă foto \| video | Raportează eroare |
| B-IV-m-B-20118.100                     | Monumentul funerar Radu Negulici                                                       | municipiul București | Calea Șerban Vodă 249 sector 4: Cimitirul Bellu, fig. 48 | 1905 Carol Storck (bust)                                                                  | Încarcă foto \| video | Raportează eroare |
| B-IV-m-B-20118.101                     | Mormântul lui Tr. Negrescu                                                             | municipiul București | Calea Șerban Vodă 249 sector 4, Cimitirul Bellu, fig. 114 |                                                                                           | Încarcă foto \| video | Raportează eroare |
| B-IV-m-B-20118.102                     | Monumentul funerar al familiei Nicolescu                                               | municipiul București | Calea Șerban Vodă 249 sector 4, Cimitirul Bellu, fig. 32/10, 11 | 1886 Ion Georgescu (bustul Elenei Nicolescu)                                              | Alte imagini          | Raportează eroare |
| B-IV-m-B-20118.103                     | Monumentul funerar N. Nicolescu                                                        | municipiul București | Calea Șerban Vodă 249 sector 4, Cimitirul Bellu, fig. 27/39 | 1894 Ion Georgescu (medalionul)                                                           | Încarcă foto \| video | Raportează eroare |
| B-IV-m-B-20118.104                     | Monumentul funerar acad. prof. ing. Gh. Nicolau                                        | municipiul București | Calea Șerban Vodă 249 sector 4, Cimitirul Bellu, fig. 96 |                                                                                           | Încarcă foto \| video | Raportează eroare |
| B-IV-m-B-20118.105                     | Monumentul funerar Mihai și dr. Nichita                                                | municipiul București | Calea Șerban Vodă 249 sector 4, Cimitirul Bellu, fig. 6/6 | 1913 Carol Storck (bust)                                                                  | Încarcă foto \| video | Raportează eroare |
| B-IV-m-B-20118.106                     | Monumentul funerar Maria I. Niculcea                                                   | municipiul București | Calea Șerban Vodă 249 sector 4: Cimitirul Bellu, fig. 11/25 | 1876 Karl Storck (sculptor)                                                               | Încarcă foto \| video | Raportează eroare |
| B-IV-m-B-20118.107                     | Mormântul lui G. Niculescu-Basu                                                        | municipiul București | Calea Șerban Vodă 249 sector 4: Cimitirul Bellu, fig. 124/27 |                                                                                           | Încarcă foto \| video | Raportează eroare |
| B-IV-m-B-20118.108                     | Monumentul funerar Luca P. Niculescu                                                   | municipiul București | Calea Șerban Vodă 249 sector 4, Cimitirul Bellu, fig. 27/23 |                                                                                           | Încarcă foto \| video | Raportează eroare |
| B-IV-m-B-20118.109                     | Monumentul funerar dr. Constantin Nițescu                                              | municipiul București | Calea Șerban Vodă 249 sector 4, Cimitirul Bellu, fig. 45/32 |                                                                                           | Încarcă foto \| video | Raportează eroare |
| B-IV-m-B-20118.110                     | Mormântul lui Alexandru Odobescu                                                       | municipiul București | Calea Șerban Vodă 249 sector 4: Cimitirul Bellu, fig. 61 |                                                                                           | Încarcă foto \| video | Raportează eroare |
| B-IV-m-B-20118.111                     | Monumentul funerar Margareta Oprescu                                                   | municipiul București | Calea Șerban Vodă 249 sector 4: Cimitirul Bellu, fig. 112 |                                                                                           | Încarcă foto \| video | Raportează eroare |
| B-IV-m-A-20118.112                     | Mormântul lui Dimitrie Paciurea                                                        | municipiul București | Calea Șerban Vodă 249 sector 4, Cimitirul Bellu, fig. 96 |                                                                                           | Încarcă foto \| video | Raportează eroare |
| B-IV-m-B-20118.113                     | Mormântul lui Mihail Pascaly                                                           | municipiul București | Calea Șerban Vodă 249 sector 4: Cimitirul Bellu, fig. 26 |                                                                                           | Încarcă foto \| video | Raportează eroare |
| B-IV-m-B-20118.114                     | Monumentul funerar Ekaterina Pascal                                                    | municipiul București | Calea Șerban Vodă 249 sector 4, Cimitirul Bellu, fig. 5 |                                                                                           | Încarcă foto \| video | Raportează eroare |
| B-IV-m-B-20118.115                     | Mormântul prof. univ. P. P. Panaitescu                                                 | municipiul București | Calea Șerban Vodă 249 sector 4, Cimitirul Bellu, fig. 115 |                                                                                           | Încarcă foto \| video | Raportează eroare |
| B-IV-m-B-20118.116                     | Monumentul funerar Cincinat Pavelescu                                                  | municipiul București | Calea Șerban Vodă 249 sector 4: Cimitirul Bellu, fig. 23/59 | post 1934                                                                                 | Încarcă foto \| video | Raportează eroare |
| B-IV-m-B-20118.117                     | Monumentul funerar prof. dr. N. C. Paulescu                                            | municipiul București | Calea Șerban Vodă 249 sector 4: Cimitirul Bellu, fig. 15/10 |                                                                                           | Încarcă foto \| video | Raportează eroare |
| B-IV-m-B-20118.118                     | Monumentul funerar Eugen Petrini-Galați                                                | municipiul București | Calea Șerban Vodă 249 sector 4: Cimitirul Bellu, fig. 4/31 | 1912 Carol Storck (bust)                                                                  | Încarcă foto \| video | Raportează eroare |
| B-IV-m-B-20118.119                     | Mormântul lui Alex. Petrescu                                                           | municipiul București | Calea Șerban Vodă 249 sector 4, Cimitirul Bellu, fig. 26 |                                                                                           | Încarcă foto \| video | Raportează eroare |
| B-IV-m-B-20118.120                     | Mormântul lui Camil Petrescu                                                           | municipiul București | Calea Șerban Vodă 249 sector 4: Cimitirul Bellu, fig. 1 |                                                                                           | Încarcă foto \| video | Raportează eroare |
| B-IV-m-B-20118.121                     | Mormântul lui Cezar Petrescu                                                           | municipiul București | Calea Șerban Vodă 249 sector 4, Cimitirul Bellu, fig. 3 |                                                                                           | Încarcă foto \| video | Raportează eroare |
| B-IV-m-A-20118.122                     | Mormântul pictorului Ion Andreescu                                                     | municipiul București | Calea Șerban Vodă 249 sector 4: Cimitirul Bellu, fig. 23 |                                                                                           |                       | Raportează eroare |
| B-IV-m-A-20118.123                     | Mormântul pictorului Ștefan Luchian                                                    | municipiul București | Calea Șerban Vodă 249 sector 4, Cimitirul Bellu, fig. 23 |                                                                                           |                       | Raportează eroare |
| B-IV-m-A-20118.124                     | Mormântul pictorului Theodor Pallady                                                   | municipiul București | Calea Șerban Vodă 249 sector 4, Cimitirul Bellu, fig. 23 |                                                                                           |                       | Raportează eroare |
| B-IV-m-A-20118.125                     | Mormântul pictorului Gheorghe Petrașcu                                                 | municipiul București | Calea Șerban Vodă 249 sector 4, Cimitirul Bellu, fig. 23 |                                                                                           |                       | Raportează eroare |
| B-IV-m-A-20118.126                     | Mormântul lui Vasile Pârvan                                                            | municipiul București | Calea Șerban Vodă 249 sector 4: Cimitirul Bellu, fig. 101 | 1927                                                                                      | Încarcă foto \| video | Raportează eroare |
| B-IV-m-B-20118.127                     | Monumentul funerar V. și Z. Polizu-Micșunești                                          | municipiul București | Calea Șerban Vodă 249 sector 4: Cimitirul Bellu, fig. 7/20 | 1872 Karl Storck (sculptor)                                                               | Încarcă foto \| video | Raportează eroare |
| B-IV-m-B-20118.128                     | Mormântul lui Marin Preda                                                              | municipiul București | Calea Șerban Vodă 249 sector 4, Cimitirul Bellu, fig. 9 |                                                                                           | Alte imagini          | Raportează eroare |
| B-IV-m-B-20118.129                     | Mormântul lui V. I. Popa                                                               | municipiul București | Calea Șerban Vodă 249 sector 4, Cimitirul Bellu, fig. 114 |                                                                                           | Încarcă foto \| video | Raportează eroare |
| B-IV-m-B-20118.130                     | Mormântul lui Șt. Popescu                                                              | municipiul București | Calea Șerban Vodă 249 sector 4: Cimitirul Bellu, fig. 91 bis |                                                                                           | Încarcă foto \| video | Raportează eroare |
| B-IV-m-B-20118.131                     | Monumentul funerar Maria Th. Popovici                                                  | municipiul București | Calea Șerban Vodă 249 sector 4: Cimitirul Bellu, fig. 6/8 | 1896 Ion Georgescu (bustul)                                                               | Încarcă foto \| video | Raportează eroare |
| B-IV-m-B-20118.132                     | Monumentul funerar al Eufrosinei Bolintineanu                                          | municipiul București | Calea Șerban Vodă 249 sector 4: Cimitirul Bellu, fig. 12 bis |                                                                                           | Încarcă foto \| video | Raportează eroare |
| B-IV-m-B-20118.133                     | Monumentul funerar gen. D. Praporgescu                                                 | municipiul București | Calea Șerban Vodă 249 sector 4: Cimitirul Bellu, fig. 1 bis |                                                                                           | Încarcă foto \| video | Raportează eroare |
| B-IV-m-B-20118.134                     | Monument funerar al fam. Prodanof                                                      | municipiul București | Calea Șerban Vodă 249 sector 4: Cimitirul Bellu, fig. 72 bis | Boris Caragea (sculptor)                                                                  | Încarcă foto \| video | Raportează eroare |
| B-IV-m-B-20118.135                     | Monumentul funerar N. Pache Protopopescu                                               | municipiul București | Calea Șerban Vodă 249 sector 4: Cimitirul Bellu, fig. 21 bis | post 1893                                                                                 | Încarcă foto \| video | Raportează eroare |
| B-IV-m-B-20118.136                     | Mormântul lui I. Ralea                                                                 | municipiul București | Calea Șerban Vodă 249 sector 4: Cimitirul Bellu, fig. 9 |                                                                                           | Încarcă foto \| video | Raportează eroare |
| B-IV-m-B-20118.137                     | Monumentul funerar gen. M. Rasty                                                       | municipiul București | Calea Șerban Vodă 249 sector 4, Cimitirul Bellu, fig. 48 | 1904 Carol Storck (bust și monument)                                                      | Încarcă foto \| video | Raportează eroare |
| B-IV-m-B-20118.138                     | Monumentul funerar C. F. Robescu                                                       | municipiul București | Calea Șerban Vodă 249 sector 4: Cimitirul Bellu, fig. 7 | 1914 Luigi Orengo                                                                         | Încarcă foto \| video | Raportează eroare |
| B-IV-m-A-20118.139                     | Monumentul funerar Liviu Rebreanu                                                      | municipiul București | Calea Șerban Vodă 249 sector 4: Cimitirul Bellu, fig. 8 |                                                                                           | Alte imagini          | Raportează eroare |
| B-IV-m-B-20118.140                     | Mormântul pictorului Camil Ressu                                                       | municipiul București | Calea Șerban Vodă 249 sector 4, Cimitirul Bellu, fig. 114 |                                                                                           | Încarcă foto \| video | Raportează eroare |
| B-IV-m-B-20118.141                     | Mormântul lui Elie Radu                                                                | municipiul București | Calea Șerban Vodă 249 sector 4, Cimitirul Bellu, fig. 52 | 1931                                                                                      | Încarcă foto \| video | Raportează eroare |
| B-IV-m-A-20118.142                     | Monumentul funerar C. A. Rosetti și Eliza Rosetti                                      | municipiul București | Calea Șerban Vodă 249 sector 4: Cimitirul Bellu, fig. 30-31 | 1885-1894 Karl Storck (bustul lui C. A. Rosetti) și Ion Georgescu (bustul Elizei Rosetti) |                       | Raportează eroare |
| B-IV-m-A-20118.143                     | Mormântul lui Mihail Sadoveanu                                                         | municipiul București | Calea Șerban Vodă 249 sector 4, Cimitirul Bellu, fig. 9 |                                                                                           | Alte imagini          | Raportează eroare |
| B-IV-m-B-20118.144                     | Mormântul lui Tr. Săvulescu                                                            | municipiul București | Calea Șerban Vodă 249 sector 4, Cimitirul Bellu, fig. 9 |                                                                                           | Încarcă foto \| video | Raportează eroare |
| B-IV-m-B-20118.145                     | Monumentul funerar Mih. Sceopol si D. Davidescu                                        | municipiul București | Calea Șerban Vodă 249 sector 4: Cimitirul Bellu, fig. 11/23 |                                                                                           | Încarcă foto \| video | Raportează eroare |
| B-IV-m-B-20118.146                     | Monumentul funerar pictor Petre Serafim                                                | municipiul București | Calea Șerban Vodă 249 sector 4: Cimitirul Bellu, fig. 74/25 |                                                                                           | Încarcă foto \| video | Raportează eroare |
| B-IV-m-B-20118.147                     | Monumentul funerar Gr. Serurie                                                         | municipiul București | Calea Șerban Vodă 249 sector 4: Cimitirul Bellu, fig. 26/21 | 1893 Ion Georgescu (medalionul)                                                           | Încarcă foto \| video | Raportează eroare |
| B-IV-m-B-20118.148                     | Mormântul lui Gh. Severeanu                                                            | municipiul București | Calea Șerban Vodă 249 sector 4, Cimitirul Bellu, fig. 1 |                                                                                           | Încarcă foto \| video | Raportează eroare |
| B-IV-m-B-20118.149                     | Mormântul lui Anastase Simu                                                            | municipiul București | Calea Șerban Vodă 249 sector 4, Cimitirul Bellu, fig. 61 |                                                                                           | Încarcă foto \| video | Raportează eroare |
| B-IV-m-B-20118.150                     | Mormântul lui Gh. Stephănescu                                                          | municipiul București | Calea Șerban Vodă 249 sector 4, Cimitirul Bellu, fig. 1 |                                                                                           | Încarcă foto \| video | Raportează eroare |
| B-IV-m-A-20118.151                     | Monumentul funerar al fam. Stolojan                                                    | municipiul București | Calea Șerban Vodă 249 sector 4, Cimitirul Bellu, fig. 55/17 | Alexandru Clavel (arhitect), Dumitru Paciurea (sculptor)                                  | Încarcă foto \| video | Raportează eroare |
| B-IV-m-B-20118.152                     | Mormântul lui Zaharia Stancu                                                           | municipiul București | Calea Șerban Vodă 249 sector 4, Cimitirul Bellu, fig. 9 |                                                                                           | Alte imagini          | Raportează eroare |
| B-IV-m-B-20118.153                     | Monumentul funerar al familiei Stănescu                                                | municipiul București | Calea Șerban Vodă 249 sector 4, Cimitirul Bellu, fig. 63/39 |                                                                                           | Încarcă foto \| video | Raportează eroare |
| B-IV-m-B-20118.154                     | Monumentul funerar Maria Stăncescu                                                     | municipiul București | Calea Șerban Vodă 249 sector 4, Cimitirul Bellu, fig. 21/36 | 1897 Ion Georgescu (medalionul)                                                           | Încarcă foto \| video | Raportează eroare |
| B-IV-m-B-20118.155                     | Monumentul funerar Paul Străjescu                                                      | municipiul București | Calea Șerban Vodă 249 sector 4, Cimitirul Bellu, fig. 101/58 | 1931 George Cristinel (arhitect), Ion Jalea (sculptor)                                    | Încarcă foto \| video | Raportează eroare |
| B-IV-m-B-20118.156                     | Mormântul lui Constantin Tănase                                                        | municipiul București | Calea Șerban Vodă 249 sector 4, Cimitirul Bellu, fig. 15 |                                                                                           | Încarcă foto \| video | Raportează eroare |
| B-IV-m-B-20118.157                     | Mormântul Mariei Tănase                                                                | municipiul București | Calea Șerban Vodă 249 sector 4, Cimitirul Bellu, fig. 96 |                                                                                           | Alte imagini          | Raportează eroare |
| B-IV-m-B-20118.158                     | Mormântul lui Gheorghe Tattarescu                                                      | municipiul București | Calea Șerban Vodă 249 sector 4, Cimitirul Bellu, fig. 13 |                                                                                           | Încarcă foto \| video | Raportează eroare |
| B-IV-m-B-20118.159                     | Monumentul funerar al pictorului Theodorescu Sion                                      | municipiul București | Calea Șerban Vodă 249 sector 4, Cimitirul Bellu, fig. 116 |                                                                                           | Încarcă foto \| video | Raportează eroare |
| B-IV-m-B-20118.160                     | Mormântul lui Gr. Tocilescu                                                            | municipiul București | Calea Șerban Vodă 249 sector 4, Cimitirul Bellu, fig. 29 |                                                                                           | Încarcă foto \| video | Raportează eroare |
| B-IV-m-B-20118.161                     | Monumentul funerar Mihai Vasilescu                                                     | municipiul București | Calea Șerban Vodă 249 sector 4, Cimitirul Bellu, fig. 43 |                                                                                           | Încarcă foto \| video | Raportează eroare |
| B-IV-m-B-20118.162                     | Mormintele lui Ienăchiță și Iancu Văcărescu                                            | municipiul București | Calea Șerban Vodă 249 sector 4, Cimitirul Bellu, fig. 17 |                                                                                           | Încarcă foto \| video | Raportează eroare |
| B-IV-m-B-20118.163                     | Mormântul lui Nicolae Vermont                                                          | municipiul București | Calea Șerban Vodă 249 sector 4, Cimitirul Bellu, fig. 46 |                                                                                           | Încarcă foto \| video | Raportează eroare |
| B-IV-m-B-20118.164                     | Monumentul funerar Gh. Vernescu                                                        | municipiul București | Calea Șerban Vodă 249 sector 4, Cimitirul Bellu, fig. 31 bis | 1910-1920                                                                                 | Încarcă foto \| video | Raportează eroare |
| B-IV-m-B-20118.165                     | Mormântul lui Tudor Vianu                                                              | municipiul București | Calea Șerban Vodă 249 sector 4, Cimitirul Bellu, fig. 21 |                                                                                           | Încarcă foto \| video | Raportează eroare |
| B-IV-m-B-20118.166                     | Monumentul funerar Gen. Vivescu                                                        | municipiul București | Calea Șerban Vodă 249 sector 4, Cimitirul Bellu, fig. 56 |                                                                                           | Încarcă foto \| video | Raportează eroare |
| B-IV-m-B-20118.167                     | Mormântul lui Alexandru Vlahuță                                                        | municipiul București | Calea Șerban Vodă 249 sector 4, Cimitirul Bellu, fig. 71 |                                                                                           | Încarcă foto \| video | Raportează eroare |
| B-IV-m-B-20118.168                     | Mormântul lui Aurel Vlaicu                                                             | municipiul București | Calea Șerban Vodă 249 sector 4, Cimitirul Bellu Militar, fig. 1 |                                                                                           | Alte imagini          | Raportează eroare |
| B-IV-m-B-20118.169                     | Monumentul funerar Elisabeta Vlădeanu                                                  | municipiul București | Calea Șerban Vodă 249 sector 4, Cimitirul Bellu, fig. 51 | 1911 Carol Storck (bust)                                                                  | Încarcă foto \| video | Raportează eroare |
| B-IV-m-B-20118.170                     | Monumentul funerar Alex. Vlădescu                                                      | municipiul București | Calea Șerban Vodă 249 sector 4, Cimitirul Bellu, fig. 6/10 |                                                                                           | Încarcă foto \| video | Raportează eroare |
| B-IV-m-B-20118.171                     | Monumentul funerar Dr. Vasile Vlădescu                                                 | municipiul București | Calea Șerban Vodă 249 sector 4, Cimitirul Bellu, fig. 6/11 | 1895 Ion Georgescu (bustul)                                                               | Încarcă foto \| video | Raportează eroare |
| B-IV-m-B-20118.172                     | Mormântul lui Traian Vuia                                                              | municipiul București | Calea Șerban Vodă 249 sector 4, Cimitirul Bellu, fig. 83 |                                                                                           | Alte imagini          | Raportează eroare |
| B-IV-m-B-20118.173                     | Monumentul funerar al fam. P. Tarpo                                                    | municipiul București | Calea Șerban Vodă 249 sector 4, Cimitirul Bellu, fig. 37 bis/1-2 | 1923 Carol Storck (două busturi)                                                          | Încarcă foto \| video | Raportează eroare |
| B-IV-m-A-20118.174                     | Mormântul lui Alexandru D. Xenopol                                                     | municipiul București | Calea Șerban Vodă 249 sector 4, Cimitirul Bellu, fig. 43 bis | 1920                                                                                      | Încarcă foto \| video | Raportează eroare |
| B-IV-m-A-20118.175                     | Cavoul familiei Gheorghe Grigore Cantacuzino                                           | municipiul București | Calea Șerban Vodă 249 sector 4, Cimitirul Bellu, fig. 40 | 1898-1899 Ion Mincu (arhitect)                                                            | Alte imagini          | Raportează eroare |
| B-IV-m-A-20118.176                     | Cavoul familiei Ghica                                                                  | municipiul București | Calea Șerban Vodă 249 sector 4, Cimitirul Bellu, fig. 40 | sf. sec. al XIX-lea Ion Mincu (arhitect)                                                  | Încarcă foto \| video | Raportează eroare |
| B-IV-m-A-20118.177                     | Cavoul Gheorghieff                                                                     | municipiul București | Calea Șerban Vodă 249 sector 4, Cimitirul Bellu, fig. 48 44.40341°N 26.10107°E |                                                                                           |                       | Raportează eroare |
| B-IV-m-A-20118.178                     | Cavoul Linche de Moissac                                                               | municipiul București | Calea Șerban Vodă 249 sector 4, Cimitirul Bellu, fig. 21 | Albert Galleron (arhitect)                                                                | Încarcă foto \| video | Raportează eroare |
| B-IV-m-B-20118.179                     | Capela funerară Iacob N. Lahovary                                                      | municipiul București | Calea Șerban Vodă 249 sector 4, Cimitirul Bellu | 1905 Ion Mincu (arhitect)                                                                 | Încarcă foto \| video | Raportează eroare |